# Jacob Courtain
Jacob Courtain, auch: Jakob Courtain oder Jacobus Courtain, (* um 1760; † 1825) war ein deutscher Orgelbauer.

## Leben
Jacob Courtain kam vermutlich aus Frankreich nach Emmerich. Später ließ er sich in Burgsteinfurt nieder. Er baute die seinerzeit größten Orgelwerke im nordwestdeutschen Raum: u. a. im Osnabrücker Dom, in der Osnabrücker Marienkirche und in der Oldenburger Lambertikirche. In Courtains Bauweise vereinigten sich klassisch-französische, niederländische und norddeutsche Einflüsse.
Ein bekannter Schüler von Jacob Courtain war Johann Conrad Bürgy, der u. a. 1782 bis 1787 die Orgel der landgräflichen Schlosskirche in Bad Homburg baute.

## Werke (Auswahl)
| Jahr      | Ort              | Kirche                         | Bild | Manuale | Register | Bemerkungen                                                                                           |
| --------- | ---------------- | ------------------------------ | ---- | ------- | -------- | --- |
| um 1780   | Schermerhorn     | Herv. Kerk                     |      | II/p    |          | Zuschreibung; erhalten                                                                                |
| 1784–1790 | Osnabrück        | St. Marien                     |      | IV/P    | 40       | Orgel im Schlaunschen Gehäuse; 1944 zerstört                                                          |
| 1791–1793 | Veldhausen       | Evangelisch-reformierte Kirche |      | I/P     | 12       | Einzige originalgetreu erhaltene Orgel Courtains im deutschen Raum                                    |
| 1792–1800 | Oldenburg (Oldb) | Lambertikirche                 |      | IV/P    | 46       | Neubau, vollendet von Mitarbeiter Johann Wilhelm Krämersdorf; 1903 durch Johann Martin Schmid ersetzt |